# Oleksandr Șovkovski
Oleksandr Volodîmîrovîci Șovkovskîi (ucraineană Олександр Володимирович Шовковський) (n. 2 ianuarie 1975) este un portar de fotbal. Aproape întreaga carieră și-a petrecut-o la echipa Dinamo Kiev. Este selecționat în Echipa națională de fotbal a Ucrainei unde este al treilea jucător ca numar de selecții din istoria Ucrainei, cu 86 de meciuri în perioada 1994 - decembrie 2010.

## Trofee
- cu Dinamo Kiev
  - Premier Liha: 1994, 1995, 1996, 1997, 1998, 1999, 2000, 2001, 2003, 2004, 2007, 2009
  - Cupa Ucrainei: 1996, 1998, 1999, 2000, 2003, 2005, 2006, 2007
  - SuperCupa Ucrainei: 2004, 2006, 2007, 2009